# Stepta latipennis
Stepta latipennis är en tvåvingeart som först beskrevs av Malloch 1933.  Stepta latipennis ingår i släktet Stepta och familjen Teratomyzidae. Inga underarter finns listade i Catalogue of Life.